# Срце је усамљени ловац
Срце је усамљени ловац (енгл. The Heart is a Lonely Hunter) је дебитански роман америчке књижевнице Карсон Мекалерс из 1940. Радња је смештена у градићу на америчком југу где читалац прати живот Џона Сингера, усамљеног глувонемог човека, и групе од четворо различитих усамљеника, који су привучени Сингеровом љубазном и саосећајном природом. Покушај јунака да пронађу предах и да другоме саопште своје снове и жеље остају бесплодни покушаји који воде само у још дубљу тугу. Књижевни критичар Лоренс Грејвер га је описао као параболу људског стања, изолације, жудње за разговором и немогућности комуникације; као и параболом неизбежних обманама, пропраћених исто толико неизбежном људском потребом за љубављу.
Роман жанровски припада јужњачкој готици и исприповедан је у трећем свезнајућем лицу. Ликови су често осликани уз помоћ гротеске. Осим усамљености, отуђења и немогућности комуникације, „Срце је усамљени ловац“ тематизује проблем родних улога, расизам и класну неједнакост. Када је издат, књижевни критичари су топло и позитивно дочекали роман, изненађени талентом двадестрогодишње ауторке и њеним разумевањем људског стања. Роман се на крају двадестог века нашао на седамнаестом месту листе најбољих романа на енглеском језику коју је саставила издавачка кућа Модерна библиотека (Modern Library).
Роман је на српскохрватски језик први пут преведен 1960. у преводу Златка Горјана под именом „Срце је ловац самотан“ (Свјетлост, Сарајево), док је 2014. преведен на српски од стране Александре Милосављевић као „Срце је усмаљени ловац“ (ЛОМ, Београд).

## Филмска адаптација
По роману је 1968. снимљен истоимени филм у режији Роберта Елиса Милера са Аланом Аркином, Сондром Лок и Сисели Тајсон у главним улогама. Филм је релативно верна адаптација догађаја описних у роману и добро је дочекан од стране филмских критичара, хваљен подједнако због осећајности у приказивању самоће и отуђења, као и због дирљиве глуме главних глумаца.